# Cyclopsgebergte
Het Cyclopsgebergte (Indonesisch:Pegunungan Cyclops) is een bergketen in het noordoosten van de  Indonesische provincie Papoea, gelegen westelijk van de stad Jayapura en ten noorden van het Sentanimeer.

## Beschrijving
Het hoogste punt is de Gunung Ifar van 2160 meter boven zeeniveau. De naam komt van twee hoge bergen ('cyclopen')  die de Franse zeevaarder Louis Antoine de Bougainville zag toen hij er op 11 augustus 1768 langs zeilde.
In 1978 (bevestigd in 1995) werd het berggebied aangewezen als natuurreservaat. Het gebied is een zogenaamd wildernisgebied (IUCN categorie I-a strict nature reserve). Vanaf 1000 meter boven zeeniveau behoort het tot de ecoregio van het tropisch bergregenwoud. De lagere delen bestaan uit tropisch zoetwatermoerasbos.
In dit gebied vond in 1961 de Nederlandse plantkundige Pieter van Royen de resten van de vachtegel Zaglossus attenboroughi. Dit dier werd in 1998 door de Australische bioloog Tim Flannery geldig beschreven en pas in 2023 werden goed gedocumenteerde waarnemingen gedaan aan deze ernstig bedreigde diersoort. Door de relatief geïsoleerde ligging ten opzichte van het Centrale Hoogland van Nieuw-Guinea komen er diverse ondersoorten van onder andere vogels voor zoals Josephines lori (Charmosyna josefinae).